# Cattaro-Hohlhäuschen

Hydocena cattaroensis lebend. Gehäuse mit Camouflage. Geringe Auflösung, da von VGA-Video.

Hydrocena cattaroensis. Oben: kriechend. Unten: Kopf mit Augen auf halbkugelförmigen Erhebungen. Geringe Auflösung, da von VGA-Video.

Das Cattaro-Hohlhäuschen (Hydrocena cattaroensis (Pfeiffer, 1841)) ist eine auf dem Land lebende Schnecken-Art aus der Familie der Hydrocenidae, die zur Ordnung Cycloneritimorpha gestellt wird. Sie ist endemisch in der Region um Kotor (Montenegro).

## Merkmale
Das breit-kegelförmige, sehr kleine Gehäuse mit einem Durchmesser von 2 bis 3 mm und einer Höhe von 2 bis 2,5 mm hat drei bis vier konvex gewölbte, langsam zunehmende Windungen. Die Mündung ist in der Aufsicht eiförmig. Die im Wesentlichen glatte Oberfläche weist Auflagerungen von Kot und schmutzig grau-grünem Material (Detritus) aus dem unmittelbaren Umfeld auf. Die vergleichsweise dünne Schalenwand selbst ist bernsteinfarben. Bei lebenden Tieren erscheint die Schale unter der Detritusauflagerung durch die schwarze Pigmentierung des Mantels dunkelbraun. Der übrige Körper ist fast weiß mit einer Spur von gelb. Der Weichkörper ist relativ kurz, der Kopf ist vom etwas breiteren Fuß abgesetzt. Der Kopf hat eine kurze Schnauze und zwei kurze dreieckige Fühler, an deren Basis die großen schwarzen Augen sitzen. Der Kriechfuß ist vom übrigen Körper durch eine umlaufende Längsfurche abgesetzt. Er trägt hinten einen kalkigen Deckel (Operkulum), der auf dem unteren Teil der Innenseite einen langen Fortsatz ausgebildet hat. Der Nukleus des Deckels liegt am unteren Rande auf der linken Seite. Mit dem Deckel kann das Gehäuse verschlossen werden. Die Innenwände des Gehäuses sind aufgelöst (resorbiert), daher auch der Name Hohlhäuschen. Der Eingeweidesack biegt sich ohne weitere Windungen mit einem vorderen linken und einem hinteren rechten Ast bis in die Gehäusespitze. Die Tiere haben keine Kiemen, sondern atmen über die Mantelhöhle.

## Geographische Verbreitung
Das Cattaro-Hohlhäuschen kommt in Montenegro in Kotor (Cattaro) und seiner Umgebung, wie bei der Quelle der Ljuta in der Nähe von Donji Orahovac und bei Podgorica (ehemals Titograd) vor. Franz Hermann Troschel gab 1857 an, auch ein Exemplar von der Insel Lesina (= Hvar, Kroatien) untersucht zu haben. Der Fund wurde bisher nicht mehr bestätigt.

## Lebensraum und Lebensweise
Die Cattaro-Hohlhäuschen leben an Felsen und Mauern, die in Meeresnähe und in Schluchten von feuchter Luft umgeben sind. Sie kommt in Montenegro in der näheren Umgebung von Kotor von Meereshöhe bis in 800 m über Meereshöhe vor. Es ist durch den auf das Gehäuse aufgebrachten Kot und Detritus aus der Umgebung gut getarnt, und dem Aussehen des umgebenden Felsens gut angepasst. Die meiste Zeit verbringen die Tiere im Ruhezustand, wobei das Gehäuse mit dem Operkulum verschlossen ist. Erst wenn sie von Wasser befeuchtet werden, etwa bei Regen, öffnen sie den Gehäusedeckel, strecken sich aus und suchen die unmittelbare Umgebung nach Nahrung ab. Sie ernähren sich von auf der Felsoberfläche inkrustierenden Algen und Flechten, die mit der Raspelzunge (Radula) abgeschabt werden.

## Taxonomie
Aus dem damals zu Dalmatien gehörenden Ort Cattaro, heute Kotor in Montenegro, wurden um 1840 dem Händler von naturkundlichen Objekten, Herrn Louis Parreyss, kleine Schnecken zugesandt. Er benannte sie in Briefen Paludina Sirkii Parr. (Parr. = Parreyss), ohne aber diesen Namen zu publizieren. Der Arzt, Botaniker und Weichtierforscher (Malakologe) Ludwig Georg Karl Pfeiffer beschrieb diese Schnecken 1841 als Cyclostoma cattaroense. Parreyss versandte die Tiere dann allerdings unter dem Namen Hydrocaena Sirkii Parr. Auch der Gattungsname Hydrocaena wurde von Parreyss nicht formal publiziert und ist somit ein nomen nudum. Ganz offensichtlich erkannte Parreyss bereits zu diesem Zeitpunkt, dass die Art aufgrund ihrer Merkmale weder zur Gattung Paludina Férussac, 1812 noch zur Gattung Cyclostoma Lamarck, 1799 gestellt werden kann. Herrmannsen (1846) führt die Gattung Hydrocena mit Parreyss als Autor auf.
Heinrich Carl Küster veröffentlichte 1844 Funde von Paludina (Hydrocena) Sirkii Parr.; Hydrocena als Name der Gattungsgruppe und auch der Artname sirkii wurden somit von ihm erstmals gültig publiziert. Auch Ludwig Pfeiffer übernahm 1847 den Gattungsnamen Hydrocena, korrigierte den Artnamen jedoch zu Hydrocena cattaroensis, da dieser Name älter ist. Hydrocena sirkii ist somit zwar formal die Typusart von Hydrocena durch Monotypie, de facto ist jedoch Hydrocena cattaroensis die Typusart, da Hydrocena sirkii ein jüngeres Synonym von Hydrocena cattaroensis  ist.